# Thánh Lôrensô
Thánh Lôrensô (còn gọi là Laorensô thành Rôma, Latinh: Laurentius, tiếng Ý: Lorenzo, 225-258) là một trong bảy phó tế của thành Roma thời cổ đại, ông phục vụ dưới quyền của Giáo hoàng Xíttô II và chịu tử đạo thời Hoàng đế La Mã Valerianus vào năm 258.

## Tiểu sử
Laurensô được cho là sinh tại Huesca - một thị trấn ở Aragon (nay thuộc Tây Ban Nha), gần chân dãy núi Pyrenees. Ngay từ khi còn trẻ, Laurensô đã được gửi đến Zaragoza để học văn hóa và thần học. Tại đây mang cơ duyên cho Laurensô gặp được Giáo hoàng tương lai là Xíttô II (Sixtus II), một người gốc Hy Lạp khi đó là một trong những giáo viên nổi tiếng nhất trong học viện. Khi trở thành Giáo hoàng Xíttô vào năm 257, ông đã truyền chức phó tế cho Laurensô, mặc dù Laurensô khi đó vẫn còn khá trẻ nhưng giáo hoàng đã bổ nhiệm đứng đầu trong số bảy phó tế phục vụ trong nhà thờ Giáo hoàng. Kể từ đó, Laurensô được gọi là "tổng trưởng phó tế thành Roma". Đây là một vị trí rất được tin tưởng, chịu trách nhiệm giúp đỡ người nghèo túng và Ngài được giao cho trách nhiệm "quản lý tài sản của Giáo hội.
Khi sự cấm đạo dưới thời Hoàng đế Valerianus bùng nổ, Giáo hoàng Xíttô II và 7 phó tế bị bắt. Giáo hoàng bị kết án tử hình cùng với sáu phó tế vào ngày 6 tháng 8 năm 258. Sau đó, viên tổng trấn Roma yêu cầu phó tế trưởng Laurensô giao tất cả tài sản của giáo hội cho đế quốc trong 3 ngày. Tuy nhiên, nghe theo lệnh Giáo hoàng khi ông ra pháp trường, Laurensô đã kịp phân phát hết tiền của, tài sản của giáo hội cho người nghèo, và còn bán cả các phẩm phục quý giá để có thêm tiền mà phân phát. Khi tổng trấn chất vấn về số tài sản ấy của giáo hội đang ở đâu thì Laurensô đã nói rằng người nghèo, người khuyết tật, người mù lòa và đau khổ là những 'tài sản' thực sự của giáo hội. Viên tổng trấn nổi giận, buộc ông phải dâng lễ tiến các thần minh. Từ khước, Laurensô phải chịu mọi cực hình, bị nướng trên sắt nung đỏ, khi bị nướng ông còn nói với tổng trấn: "Một mặt đã chín thì nướng luôn mặt còn lại mà ăn đi.". Ông mất ngày 10 tháng 8 năm 258 và được coi là tử vì đạo.